# 비애 (1990년 영화)
《비애》(영어: The King's Whore, 프랑스어: La putain du roi, 이탈리아어: La puttana del re)는 프랑스, 이탈리아, 영국에서 제작된 악셀 코르티 감독의 1990년 드라마 영화이다. 티머시 돌턴 등이 출연하였고, 모리스 베르나르 등이 제작에 참여하였다. 1990년 제43회 칸 영화제에 출품되었다.

## 출연진
- 티머시 돌턴
- 발레리아 골리노
- 스테판 프레스
- 로뱅 레누치
- 폴 크로셰
- 에미 웨르바
- 레아 파도바니
- 안나 보나이우토

## 기타 제작진
- 미술: 미셸 아베바니에, 프란체스코 프리제리